# Frauenarbeit

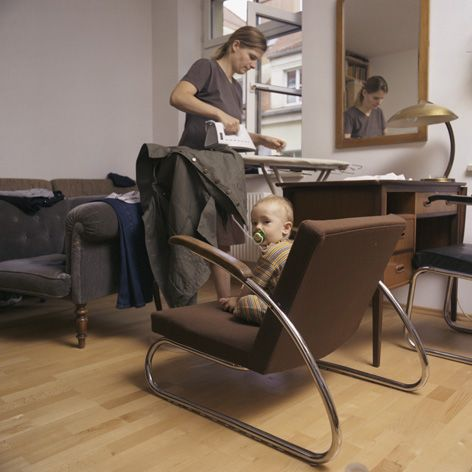
Frau mit Tochter bei der Hausarbeit in Deutschland, 2007

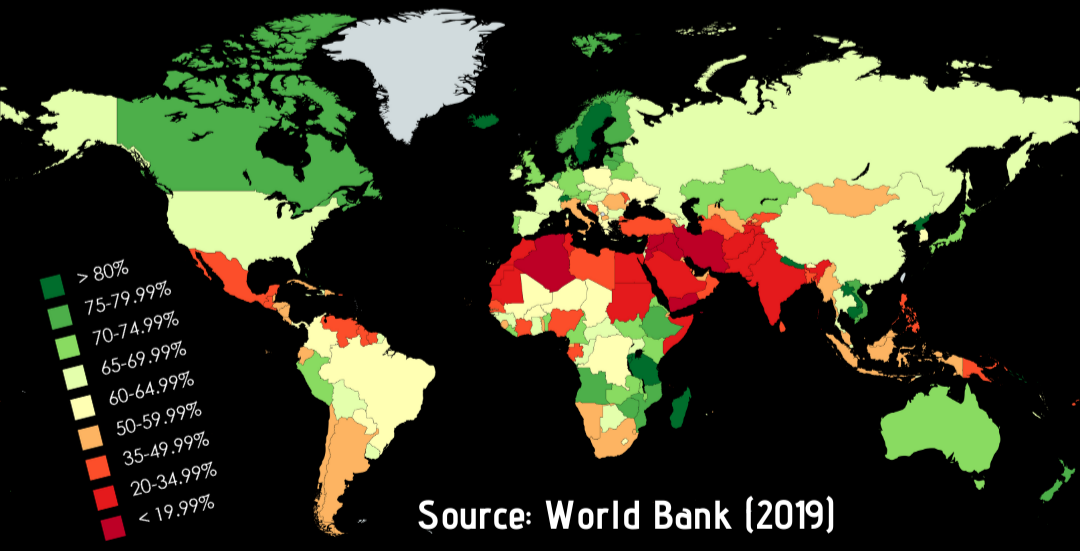
Erwerbsquote von Frauen im Alter von 15 bis 64 Jahren (2019)

Frauenarbeit bedeutet heute im engeren Sinne die Erwerbstätigkeit von Frauen, ferner sämtliche Aufgaben (zum Beispiel Kinderbetreuung, Mithilfe im familiären Betrieb), die Frauen durch eine soziale Rolle zugeordnet werden, sowie das Engagement im Bereich von Interessenvertretung, Bildung und so weiter zugunsten von Frauen. Siehe auch: Gender und Gender-Mainstreaming. Die Frauenbewegung der 1970er Jahre machte darauf aufmerksam, dass auch Hausarbeit eine (über die Unterhaltspflicht entgoltene) Form der Arbeit ist. Eine bessere Vereinbarkeit von Familie und Beruf wurde und wird von vielen Seiten gefordert und gefördert. Ferner ist Care-Arbeit eine vieldiskutierte Variante vor allem von Frauen ausgeübten Tätigkeiten im Rahmen der Sorgearbeit.

## Geschichte

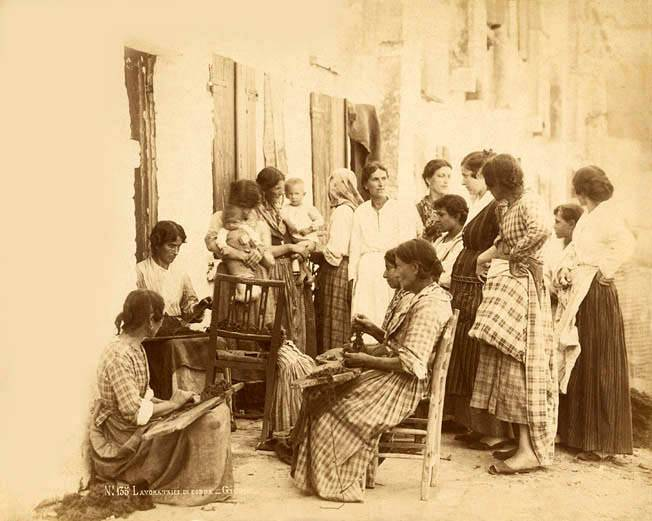
Arbeitende Frauen in Venedig, um 1900

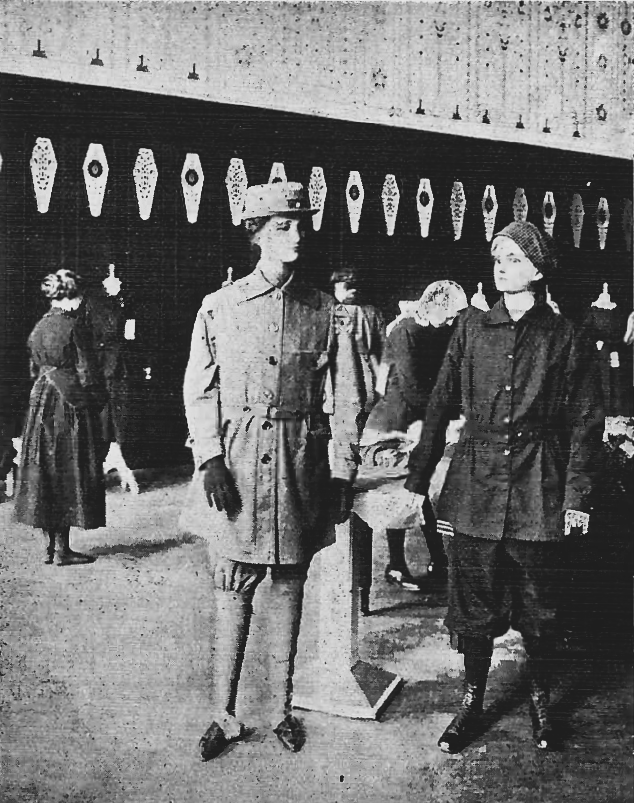
Frauen übernehmen kriegsbedingt Männerarbeiten. Im Vordergrund die Berufskleidung für Straßenbahnschaffnerin und Schwerarbeiterin.(1917)

### Bis 1945
Frauenarbeit gab es immer. Der Anteil der für Lohn arbeitenden Frauen stieg in der Zeit der Industrialisierung und machte sie somit auch zum Gegenstand der Sozialen Frage, insbesondere zur Frage der Arbeitsbedingungen, des Arbeitsschutzes und einer gerechten Entlohnung. Schließlich entstand auch die Frauenbewegung, die sich für die Rechte von Frauen einsetzte.
Zu den Fürsprechern einer Verbesserung der Situation von Frauen im Erwerbsleben zählen Louise Otto-Peters (1819–1895), Peter Norrenberg (1847–1898) und Iris von Roten (1917–1990).
In Frankreich bestand von 1899 bis 1902 eine republikanische Allianz unter Ministerpräsident Pierre Waldeck-Rousseau, die gesetzlich die tägliche Arbeitszeit auf elf Stunden beschränkte und auch die Frauen- und Kinderarbeit regulierte.
Der „Berufszählung“ von 1907 zufolge waren im Deutschen Reich 28 % der erwachsenen Frauen außerhalb des Privathaushalts berufstätig. Drei Millionen Frauen arbeiteten beruflich in anderen Haushalten, 400.000 in Industrie, Gewerbe und Verkehr. Von den 400.000 waren 43.953 „Heimarbeiterinnen“, 34.000 Wäscher- und Plättnerinnen, 37.000 Schneiderinnen und 22.000 Näherinnen.
Aufgrund des Männermangels während des Ersten Weltkriegs mussten Frauen Arbeit von Männern übernehmen. Die nebenstehende Abbildung zeigte Beispiele aus der vom Verein für deutsche Frauenkleidung und Frauenkultur im Grünen Saal des Stadttheaters von Lübeck während der spielfreien Zeit veranstalteten „Ausstellung von Berufskleidern für arbeitende Frauen“. Auch im Rahmen des Zweiten Weltkriegs kam es zu einer starken Erhöhung der Beschäftigungsquote von Frauen.

### Reformen der 1960er und 1970er Jahre
In der Deutschen Demokratischen Republik verlangte das Familiengesetzbuch ab 1966, dass die Ehepartner ihre Verbindung so gestalten, „daß die Frau ihre berufliche und gesellschaftliche Tätigkeit mit der Mutterschaft vereinbaren kann“
In Österreich wurden durch die Familienrechtsreform im Jahre 1975 Mann und Frau weitgehend gleichgestellt und geschlechtsspezifische Zuweisungen abgebaut.
In der Bundesrepublik Deutschland lautete von 1958 (Gleichberechtigungsgesetz) bis 1977 der die Arbeitsteilung der Eheleute regelnde § 1356 Absatz 1 BGB: „[1] Die Frau führt den Haushalt in eigener Verantwortung. [2] Sie ist berechtigt, erwerbstätig zu sein, soweit dies mit ihren Pflichten in Ehe und Familie vereinbar ist.“
Im Jahr 1970 legte eine Sachverständigenkommission Vorschläge zu einer umfassenden Reform des Ehe- und Familienrechts vor.
Wegen der vorzeitigen Auflösung des Bundestages 1972 wurde ein erster Entwurf erst 1973 im Bundestag beraten. Die Beratungen zogen sich bis 1976 hin; am 14. Juni 1976 wurde das neue Gesetz verkündet. Am 1. Juli 1977 trat es in Kraft.
Man spricht vom „paritätischen Ehemodell“. § 1356 BGB lautet: „Die Ehegatten regeln die Haushaltsführung in gegenseitigem Einvernehmen. […] Beide Ehegatten sind berechtigt, erwerbstätig zu sein.“

### Aktuelle Situation

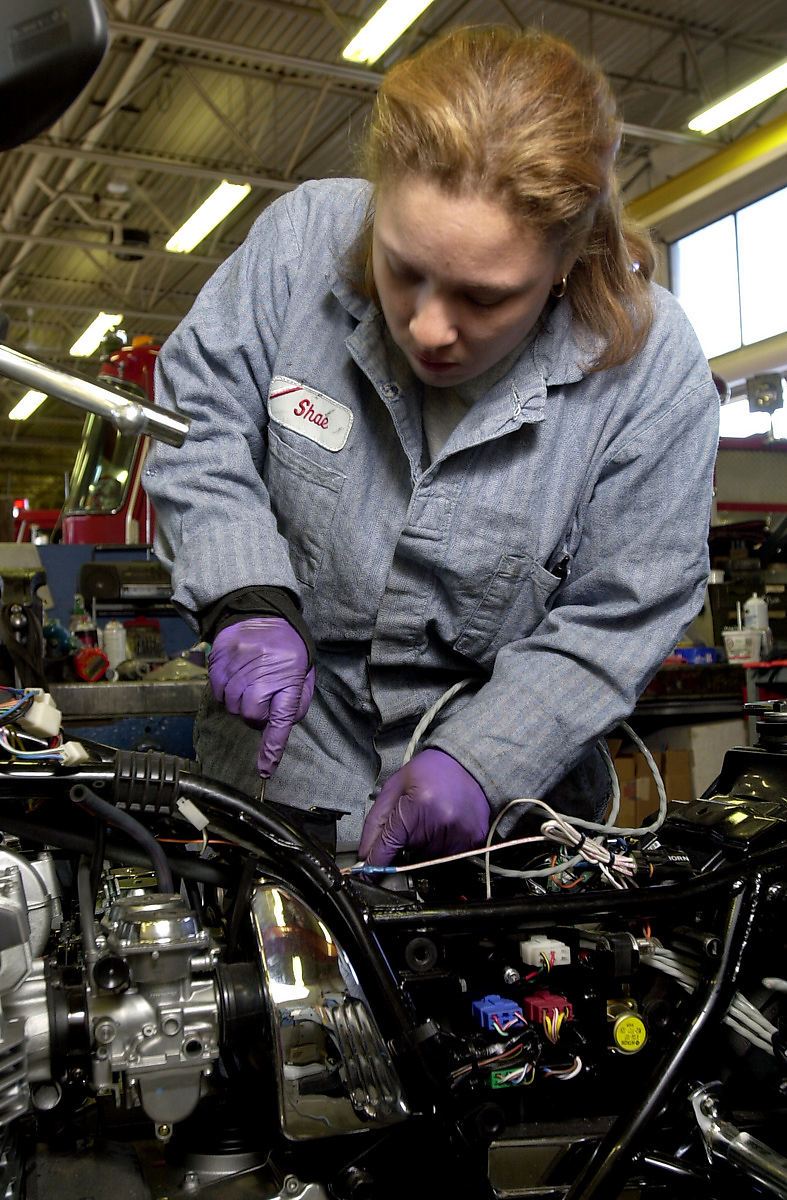
Mechanikerin in den USA im Jahr 2000

Es sind mehr Frauen als Männer in Teilzeitarbeit beschäftigt (siehe Polarisierung der Arbeitszeiten). Die Frauenarbeitslosigkeit war 1997 meist höher als der Durchschnitt.
Unterschiede zwischen dem Entgelt von Männern und Frauen werden als Gender-Pay-Gap thematisiert. In den Jahren nach dem Krieg erhielten Frauen bis zu 40 % weniger Lohn als Männer in vergleichbarer Position; es wurden „Lohnabschlagsklauseln“ für „Frauenlohngruppen“ geschaffen und angewendet. Im Jahr 1955 entschied das Bundesarbeitsgericht, dass die Minderbezahlung von Frauen dem Gleichheitsgrundsatz des Grundgesetzes widerspricht; dieser gelte auch für den Erwerbsarbeitsbereich. Dies müsse bundesweit bei den Tarifverträgen zwischen Unternehmen und Gewerkschaften beachtet werden. Später wurden aber sogenannte Leichtlohngruppen umgesetzt, großenteils die Arbeit von Frauen betreffend. Heute werden geschlechterbezogene Entlohnungsdifferenzen insbesondere mit Bezug auf Gender-Mainstreaming im Bereich der Arbeitsbewertung analysiert und bewertet (vgl. Entgelttransparenzgesetz).
Die Genderforscherin Cornelia Koppetsch schrieb 2001 zu den beruflichen Unterschieden zwischen Männern und Frauen: Der Blick auf „geschlechtliche Diskriminierung“ greife für ein Verständnis der Bedeutung von Geschlechterdifferenzen für die berufliche Entwicklung zu kurz, da er das Phänomen der geschlechtlichen Segmentierung lediglich auf eine Kategorie der Akteure zurückzuführen suche. „Nicht einzelne Frauen werden von gehobenen Positionen ausgeschlossen, vielmehr sind die Kriterien beruflicher Exzellenz selbst vergeschlechtlicht, weil sie eine enge Verbindung von erwünschten Befähigungen, Verhaltensstilen und ‚Qualifikationen‘ mit kulturellen Definitionen von Männlichkeit und (seltener) Weiblichkeit herstellen.“

## Siehe auch

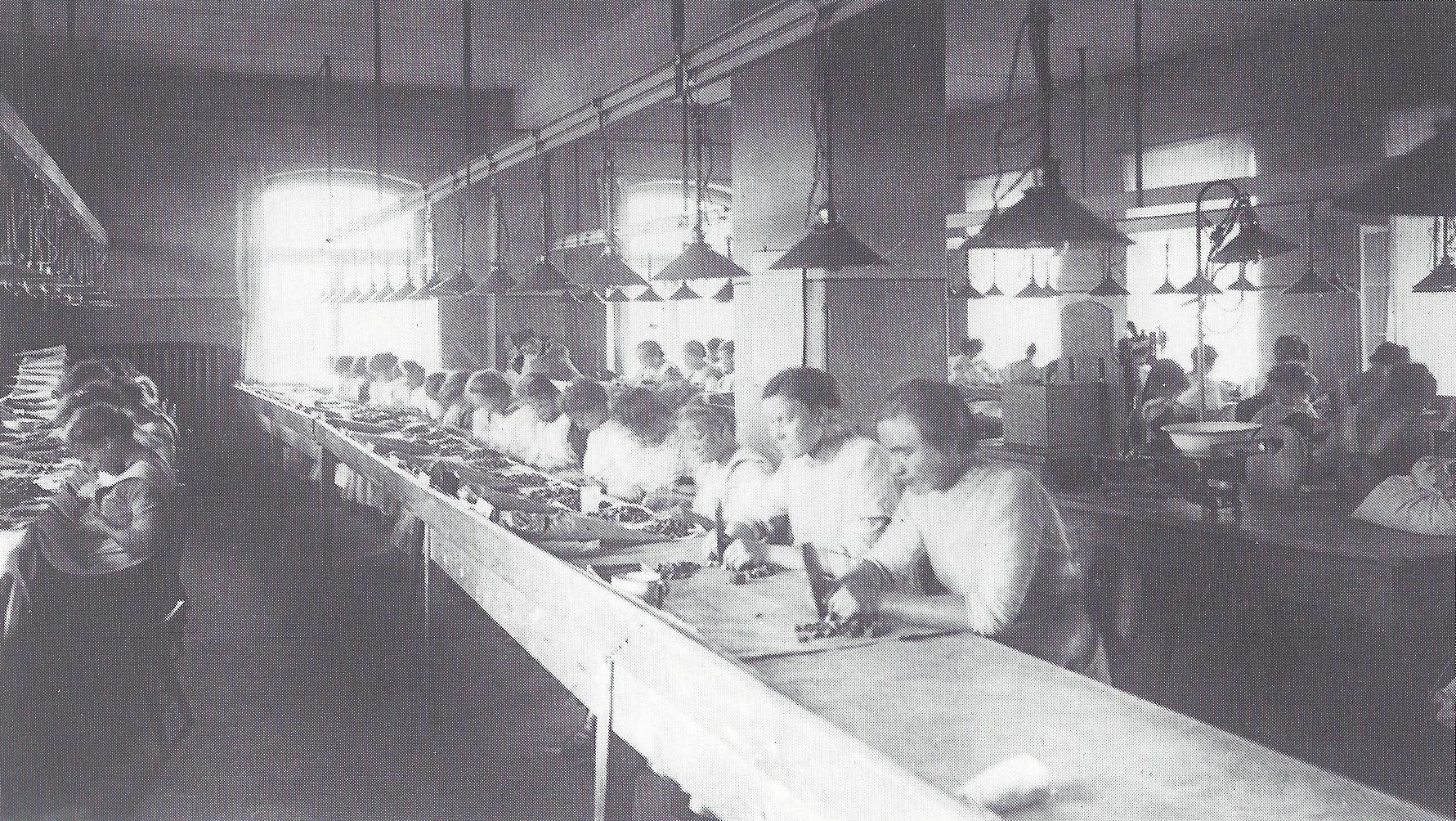
Bernsteinmanufaktur Königsberg